# Агкацев Станіслав Віталійович
Станіслав Віталійович Агкацев (рос. Станислав Витальевич Агкацев, нар. 9 січня 2002, Владикавказ, Росія) — російський футболіст, воротар клубу «Краснодар» та національної збірної Росії.

## Ігрова кар'єра

### Клубна
Займатися футболом Станіслав Агкацев почав займатися в ДЮСШ «Юність» у місті Владикавказ. Влітку 2015 року Агкацев перейшов до академії клубу «Краснодар». Де тривалий час грав за дублюючий склад «Краснодар-2» і «Краснодар-3».
Першу гру в основі Агкацев провів 25 лютого 2021 року у раунді плей-офф Ліги Європи. Вже за три дні воротар дебютував в основі «Краснодара» і в матчах чемпіонату країни.

### Збірна
У червні 2021 року Станіслав Агкацев дебютував у складі молодіжної збірної Росії.
15 листопада 2024 року у товариському матчі проти Брунею Агкацев дебютував у складі національної збірної Росії.

## Титули
Краснодар
 Чемпіон Росії: 2024/25